# Nufarm
Нуфарм - австралійська сільськогосподарська хімічна компанія зі штаб-квартирою в Мельбурні, Австралія. Створена в 1956 році, компанія була заснована Максом Фремдером. Він має більше 2100 реєстрацій товарів і продає продукцію в більш ніж 100 країнах світу.
Компанія є ведучим виробником фенокси-гербіцидів, які контролюють та викорінють широколисті бур’яни . Ця продукція виробляється на глобально мережевих мережах в Австралії, Англії , Австрії та Нідерландах .
Великий асортимент інших засобів захисту рослин виробляється на виробничих потужностях Австралії, Нової Зеландії, Азії, Європи, Африки та Америки.
Нуфарм також розробив позиції на ринку дернів і спеціальних ринків ( догляд за газонами, поля для гольфу, муніципальні парки, боротьба з водними і лісовими бур'янами).
Нуфарм котирується на Австралійській фондовій біржі (символ NUF), а його головний офіс розташований у місті Лавертон у Мельбурні.  За станом на п’ятницю, 4 жовтня 2019 року, звичайний акціонерний капітал оцінювався в 6,49 доларів США, що передбачає ринкову капіталізацію в розмірі 2,45 мільярда доларів.

## Історія
Нуфарм був заснований в Мельбурні, Австралія в середині 1950-х Максом Фремдером. Він почав продавати фенокси-гербіциди в професійних аплікаторах-спреях в регіональній Вікторії та завоював репутацію чудового обслуговування клієнтів та гарної якості.
З середини 1980-х до початку 2000-х Нуфарм була дочірньою компанією Fernz Corporation, що базується в Новій Зеландії. У той період бізнес із захисту рослин Нуфарм продовжував зростати та розширюватись, у 90-х роках було створено декілька представництв за кордоном.
У 2000 році Фернц переніс організацію компанії з Нової Зеландії в Австралію і в ході цього процесу змінив назву групи на Nufarm Limited. З цього часу компанія зосередилася на створенні глобальної платформи для свого основного бізнесу з питань захисту рослин, а також позбулася різних виробничих та спеціальних хімічних підприємств.
Різні придбання та міцне органічне зростання призвели до того, що бізнес швидко розширюється. Зараз Нуфарм займає дев'яте місце за великим рахунком у галузі захисту рослин, з чіткими лідерськими позиціями в Австралії та великими операціями в Північній та Південній Америці, Європі, Новій Зеландії та Азії. 
30 вересня 2019 року Нуфарм оголосив про продаж усіх своїх операцій із захисту рослин та обробки насіння в Південній Америці Sumitomo Chemical за 1188 мільйонів доларів.

## Рада директорів
- Дональд Макгаучі, AO , (голова)
- Грег Хант (керуючий директор та генеральний директор)
- Енн Бренан
- Гордон Девіс
- Френк Форд
- Д-р Брюс Гудфелло
- Пітер Маргін
- Тошиказу Такасакі[8]

В Україні офіційне представництво працює з 2009 року. Центральний офіс в м. Київ.